# Резолюции Совета Безопасности ООН 301—400
Это список резолюций Совета Безопасности ООН с 301 по 400, принятых в период с 20 октября 1971 года по 7 декабря 1976 года.
| Резолюция | Дата             | Голосование                                                                             | Вопрос                                                                         |
| --------- | ---------------- | --------------------------------------------------------------------------------------- | ------------------------------------------------------------------------------ |
| 301       | 20 октября 1971  | 13-0-2 (воздержались: Великобритания, Франция)                                          | Осуждение бантустанов в Юго-Западной Африке (Намибия)                          |
| 302       | 24 ноября 1971   | 14-0-1 (воздержались: США)                                                              | Специальная миссия и колонии Португалии                                        |
| 303       | 6 декабря 1971   | 11-0-4 (воздержались: Великобритания, Польша, СССР, Франция)                            | Передача ситуации между Индией и Пакистаном в Генеральную Ассамблею            |
| 304       | 8 декабря 1971   | Принята 15-0-0                                                                          | Приём Объединённых Арабских Эмиратов                                           |
| 305       | 13 декабря 1971  | Принята 15-0-0                                                                          | Продление мандата Контингента Вооружённых сил ООН по поддержанию мира на Кипре |
| 306       | 21 декабря 1971  | Принята 15-0-0                                                                          | Назначение Генеральным секретарем Курта Вальдхайма                             |
| 307       | 21 декабря 1971  | 13-0-2 (воздержались: Польша, СССР)                                                     | Призыв к прекращению огня в Джамму и Кашмире                                   |
| 308       | 19 января 1972   | Принята 15-0-0                                                                          | Проведение заседаний Совета Безопасности в Аддис-Абебе                         |
| 309       | 4 февраля 1972   | 14-0-0 (Китай не участвовал в голосовании)                                              | Генеральный секретарь и контакты с Южной Африкой в отношении Намибии           |
| 310       | 4 февраля 1972   | 13-0-2 (воздержались: Великобритания, Франция)                                          | Осуждает Южную Африку за репрессии в Намибии                                   |
| 311       | 4 февраля 1972   | 14-0-1 (воздержалась: Франция)                                                          | Осуждает апартеид в Южной Африке; эмбарго на поставки оружия                   |
| 312       | 4 февраля 1972   | 9-0-6 (воздержались: Аргентина, Бельгия, Великобритания, Италия, США, Франция)          | Призывает Португалию прекратить колонизацию территорий                         |
| 313       | 28 февраля 1972  | Принята 15-0-0                                                                          | Призывает Израиль прекратить действия в Ливане                                 |
| 314       | 28 февраля 1972  | 13-0-2 (воздержались: Великобритания, США)                                              | Санкции против Южной Родезии                                                   |
| 315       | 15 июня 1972     | 14-0-1 (воздержался: Китай)                                                             | Продление миротворческих операций на Кипре                                     |
| 316       | 26 июня 1972     | 13-0-2 (воздержались: Панама, США)                                                      | Осуждает Израиль за его действия в Ливане                                      |
| 317       | 21 июля 1972     | 14-0-1 (воздержались: США)                                                              | Похищения ливанских и сирийских войск Израилем                                 |
| 318       | 28 июля 1972     | 14-0-1 (воздержались: США)                                                              | Государства, нарушающие санкции против Южной Родезии                           |
| 319       | 1 августа 1972   | 14-0-0 (Китай не участвовал в голосовании)                                              | Генеральный секретарь и Намибия                                                |
| 320       | 29 сентября 1972 | 13-0-2 (воздержались: Великобритания, США)                                              | Государства, нарушающие санкции против Южной Родезии                           |
| 321       | 23 октября 1972  | 12-0-3 (воздержались: Бельгия, Великобритания, США)                                     | Трансграничные действия Португалии в Сенегале                                  |
| 322       | 22 ноября 1972   | Принята 15-0-0                                                                          | Признание Организацией африканского единства революционных движений            |
| 323       | 6 декабря 1972   | 13-0-1 (воздержался: СССР; Китай в голосовании не участвовал)                           | Консультации ООН с народом Намибии                                             |
| 324       | 12 декабря 1972  | 14-0-1 (воздержался: Китай)                                                             | Расширение миротворческих усилий на Кипре                                      |
| 325       | 26 января 1973   | Принята 15-0-0                                                                          | Заседания Совета Безопасности в Панаме                                         |
| 326       | 2 февраля 1973   | 13-0-2 (воздержались: Великобритания, США)                                              | Провокации Южной Родезии и ЮАР в Замбии                                        |
| 327       | 2 февраля 1973   | 14-0-1 (воздержался: СССР)                                                              | Решение Замбии ввести санкции против Родезии                                   |
| 328       | 10 марта 1973    | 13-0-2 (воздержались: Великобритания, США)                                              | Предлагает конференцию с представителями зимбабвийского народа                 |
| 329       | 10 марта 1973    | Принята 15-0-0                                                                          | Помощь Замбии                                                                  |
| 330       | 21 марта 1973    | 12-0-3 (воздержались: Великобритания, США, Франция)                                     | Мир и безопасность в Латинской Америке                                         |
| 331       | 20 апреля 1973   | Принята 15-0-0                                                                          | Запрашивает доклад Генерального секретаря о ситуации на Ближнем Востоке        |
| 332       | 21 апреля 1973   | 11-0-4 (воздержались: Гвинея, Китай, СССР, США)                                         | Израильско-ливанский конфликт                                                  |
| 333       | 22 мая 1973      | 12-0-3 (воздержались: Великобритания, США, Франция)                                     | Осуждает Южную Африку и Португалию за несоблюдение санкций в Южной Родезии     |
| 334       | 16 июня 1973     | 14-0-1 (воздержался: Китай)                                                             | Продление миротворческих операций на Кипре                                     |
| 335       | 22 июня 1973     | Принята 15-0-0                                                                          | Приём ГДР и ФРГ                                                                |
| 336       | 18 июля 1973     | Принята 15-0-0                                                                          | Приём Багамских островов                                                       |
| 337       | 15 августа 1973  | Принята 15-0-0                                                                          | О захвате Израилем ливанского авиалайнера                                      |
| 338       | 22 октября 1973  | 14-0-1 (воздержался: Китай)                                                             | Война Судного дня                                                              |
| 339       | 23 октября 1973  | 14-0-0 (Китай не участвовал в голосовании)                                              | Прекращение огня между Египтом и Израилем                                      |
| 340       | 25 октября 1973  | 14-0-0 (Китай не участвовал в голосовании)                                              | Чрезвычайные силы ООН на Ближнем Востоке                                       |
| 341       | 27 октября 1973  | 14-0-0 (Китай не участвовал в голосовании)                                              | Создание Чрезвычайных сил ООН                                                  |
| 342       | 11 декабря 1973  | Принята 15-0-0                                                                          | Прекращение усилий в Намибии, связанных с Резолюцией 309                       |
| 343       | 14 декабря 1973  | 14-0-1 (воздержался: Китай)                                                             | Продление миротворческих операций на Кипре                                     |
| 344       | 15 декабря 1973  | 10-0-4 (воздержались: Великобритания, СССР, США, Франция; Китай не участвовал)          | Конференция по ближневосточному миру                                           |
| 345       | 17 января 1974   | Принята без голосования                                                                 | Китайский в качестве рабочего языка в Совете Безопасности                      |
| 346       | 8 апреля 1974    | 13-0-0 (Ирак и Китай в голосовании не участвовали)                                      | Разделение израильских и египетских сил; поддержка чрезвычайных сил            |
| 347       | 24 апреля 1974   | 13-0-0 (Ирак и Китай в голосовании не участвовали).                                     | Израильско-ливанский конфликт                                                  |
| 348       | 28 мая 1974      | 14-0-0 (Китай в голосовании не участвовал).                                             | Ирано-иракские отношения                                                       |
| 349       | 29 мая 1974      | 14-0-1 (воздержался: Китай)                                                             | Продлевается миротворческая миссия на Кипре                                    |
| 350       | 31 мая 1974      | 13-0-0 (Ирак и Китай в голосовании не участвовали)                                      | Создание Сил ООН по наблюдению за разъединением                                |
| 351       | 10 июня 1974     | Принята 15-0-0                                                                          | Приём Бангладеш                                                                |
| 352       | 21 июня 1974     | Принята 15-0-0                                                                          | Приём Гренады                                                                  |
| 353       | 20 июля 1974     | Принята 15-0-0                                                                          | Турецкое вторжение на Кипр                                                     |
| 354       | 23 июля 1974     | Принята 15-0-0                                                                          | Призывает к прекращению огня на Кипре                                          |
| 355       | 1 августа 1974   | 13-0-2 (воздержались: Белоруссия, СССР)                                                 | Прекращение огня на Кипре                                                      |
| 356       | 12 августа 1974  | Принята 15-0-0                                                                          | Приём Гвинеи-Бисау                                                             |
| 357       | 14 августа 1974  | Принята 15-0-0                                                                          | Призывает к прекращению огня и переговорам на Кипре                            |
| 358       | 15 августа 1974  | Принята 15-0-0                                                                          | Сожалеет о несоблюдении резолюции 357 на Кипре                                 |
| 359       | 15 августа 1974  | 14-0-0 (Китай не участвовал в голосовании)                                              | Сожалеет об убийствах миротворцев на Кипре                                     |
| 360       | 16 августа 1974  | 11-0-3 (воздержались: Белоруссия, Ирак, СССР; Китай не участвовал)                      | Формальное неодобрение односторонних военных действий Турции против Кипра      |
| 361       | 30 августа 1974  | Принята 15-0-0                                                                          | Гуманитарные условия на Кипре                                                  |
| 362       | 23 октября 1974  | 13-0-0 (Ирак и Китай в голосовании не участвовали)                                      | Расширение Чрезвычайных вооружённых сил ООН на Ближнем Востоке                 |
| 363       | 29 ноября 1974   | 13-0-0 (Ирак и Китай в голосовании не участвовали)                                      | Расширение Сил ООН по наблюдению за разъединением в Сирии                      |
| 364       | 13 декабря 1974  | 14-0-0 (Китай не участвовал в голосовании)                                              | Продлевает миротворческую операцию на Кипре                                    |
| 365       | 13 декабря 1974  | Принята «консенсусом»                                                                   | Одобряет резолюцию Генеральной Ассамблеи 2312                                  |
| 366       | 17 декабря 1974  | Принята 15-0-0                                                                          | Репрессии в Намибии со стороны Южной Африки                                    |
| 367       | 12 марта 1975    | Принята без голосования                                                                 | Одностороннее провозглашение «федеративного турецкого государства»             |
| 368       | 17 апреля 1975   | 13-0-0 (Ирак и Китай в голосовании не участвовали)                                      | Продлен мандат Чрезвычайных сил на Ближнем Востоке                             |
| 369       | 28 мая 1975      | 13-0-0 (Ирак и Китай в голосовании не участвовали)                                      | Выполнение резолюции 338                                                       |
| 370       | 13 июня 1975     | 14-0-0 (Китай не участвовал в голосовании)                                              | Продлевает миротворческую операцию на Кипре                                    |
| 371       | 24 июля 1975     | 13-0-0 (Ирак и Китай в голосовании не участвовали)                                      | Продлевает миротворческие операции на Ближнем Востоке                          |
| 372       | 18 августа 1975  | Принята 15-0-0                                                                          | Приём Кабо-Верде                                                               |
| 373       | 18 августа 1975  | Принята 15-0-0                                                                          | Приём Сан-Томе и Принсипи                                                      |
| 374       | 18 августа 1975  | Принята 15-0-0                                                                          | Приём Мозамбика                                                                |
| 375       | 22 сентября 1975 | Принята 15-0-0                                                                          | Приём Папуа — Новой Гвинеи                                                     |
| 376       | 17 октября 1975  | 14-0-0 (Франция не участвовала в голосовании)                                           | Приём Комор                                                                    |
| 377       | 22 октября 1975  | Принята 15-0-0                                                                          | Война в Западной Сахаре                                                        |
| 378       | 23 октября 1975  | 13-0-0 (Ирак и Китай в голосовании не участвовали)                                      | Продлевает миротворческие операции на Ближнем Востоке                          |
| 379       | 2 ноября 1975    | Принята «консенсусом»                                                                   | Призывает к спокойствию в Западной Сахаре                                      |
| 380       | 6 ноября 1975    | Принята «консенсусом»                                                                   | Осуждает Зелёный марш Марокко                                                  |
| 381       | 30 Ноября 1975   | 13-0-0 (Ирак и Китай в голосовании не участвовали)                                      | Мирные усилия на Ближнем Востоке                                               |
| 382       | 1 декабря 1975   | Принята 15-0-0                                                                          | Приём Суринама                                                                 |
| 383       | 13 декабря 1975  | 14-0-0 (Китай не участвовал в голосовании)                                              | Операции по поддержанию мира на Кипре                                          |
| 384       | 22 декабря 1975  | Принята 15-0-0                                                                          | Индонезийское вторжение в Восточный Тимор                                      |
| 385       | 30 января 1976   | Принята 15-0-0                                                                          | Милитаризация Намибии Южной Африкой                                            |
| 386       | 17 марта 1976    | Принята 15-0-0                                                                          | Нападения на Мозамбик со стороны Южной Родезии                                 |
| 387       | 31 марта 1976    | 9-0-5 (воздержались: Великобритания, Италия, США, Франция, Япония; Китай не участвовал) | Южноафриканские вторжения в Анголу                                             |
| 388       | 6 апреля 1976    | Принята 15-0-0                                                                          | Война в Южной Родезии                                                          |
| 389       | 22 апреля 1976   | 12-0-2 (воздержались: США, Япония; Бенин не участвовал)                                 | Индонезийская оккупация Восточного Тимора                                      |
| 390       | 28 мая 1976      | 13-0-0 (Китай, Ливия в голосовании не участвовали)                                      | Миротворческие усилия на Ближнем Востоке                                       |
| 391       | 15 июня 1976     | 13-0-0 (Бенин и Китай в голосовании не участвовали)                                     | Продлевает миротворческую операцию на Кипре                                    |
| 392       | 19 июня 1976     | Принята «консенсусом»                                                                   | Южная Африка и восстание в Соуэто                                              |
| 393       | 30 июля 1976     | 14-0-1 (воздержалась: США)                                                              | Атака ЮАР в Замбии                                                             |
| 394       | 16 Августа 1976  | Принята 15-0-0                                                                          | Приём Сейшельских островов                                                     |
| 395       | 25 августа 1976  | Принята 15-0-0                                                                          | Эгейский вопрос между Грецией и Турцией                                        |
| 396       | 22 октября 1976  | 13-0-0 (Китай и Ливия в голосовании не участвовали)                                     | Продлевает миротворческие операции на Ближнем Востоке                          |
| 397       | 22 ноября 1976   | 13-0-1 (воздержались: США; Китай в голосовании не участвовал)                           | Приём Анголы в ООН                                                             |
| 398       | 30 ноября 1976   | 12-0-0 (Бенин, Китай, Ливия в голосовании не участвовали)                               | Израиль и Сирия                                                                |
| 399       | 1 декабря 1976   | Принята 15-0-0                                                                          | Приём Западного Самоа                                                          |
| 400       | 7 декабря 1976   | Принята 13-0-2 (воздержались: Бенин, Китай)                                             | Назначение Курта Вальдхайма генеральным секретарем                             |